# Jährlichkeit
Jährlichkeit, auch Annuität oder Frequenz, nennt man in den Geowissenschaften die Wiederkehrwahrscheinlichkeit von Naturereignissen. Gemessen wird in 1/a („pro Jahr“), oder aber in Zeiteinheiten, dann spricht man auch von Wiederkehrintervall. Relevant ist der Begriff für die Abschätzung von Extremereignissen.

## Berechnung
Naturereignisse werden zumeist mit einer statistischen Bewertung versehen. Berechnet wird die Jährlichkeit „aus der statistischen und wahrscheinlichkeitstheoretischen Analyse der in der Vergangenheit beobachteten Ereignisse, die als Zufallsereignis betrachtet werden“. Dazu wird den Messdaten eine Wahrscheinlichkeitsverteilung angepasst und diese extrapoliert, um auch Ereignisse des nicht beobachteten Zeitraums abschätzen zu können.
Grundlage sind langjährig gemessene Wertereihen. Aus diesen werden die Jahreshöchstwerte ausgewählt. Im Rahmen einer statistischen Analyse wird eine Verteilungsfunktion angepasst, aus der dann für bestimmte Wahrscheinlichkeiten Quantile ermittelt werden, d. h. Gruppen bestimmter Unterschreitungswahrscheinlichkeiten.
Da die Ausgangsreihe Jahreshöchstwerte beinhaltet, werden ihre Überschreitungswahrscheinlichkeiten auch als Jährlichkeiten bezeichnet, mit der Einheit 1⁄a, also einem Maß der Frequenz.
Allgemein gilt für die Überschreitungswahrscheinlichkeit eines Normwertes (Quantil ET als Extremereignis) pro Jahr, also für die Jährlichkeit:
{\displaystyle {\begin{aligned}P(E>E_{T})&=1/T\\&=1-F(E)\end{aligned}}}
mit
- dem statistischen Wiederkehrintervall T (mit der Einheit Jahr) als Kehrwert der Jährlichkeit
- der zugrundegelegten Wahrscheinlichkeitsfunktion F(E).

Analog gilt für eine Eintrittswahrscheinlichkeit eines Normwertes pro Jahr:
{\displaystyle {\begin{aligned}P(E<E_{T})&=1-P(E\geq E_{T})\\&=1-1/T\\&=F(E)\end{aligned}}}
Die zugrundegelegte Wahrscheinlichkeitsfunktion ergibt sich je nach Fachdisziplin aus Erfahrungswerten der Abschätzung, aber auch der Leistung der Modellierung der zugrundeliegenden physikalischen Prozesse (Klimamodelle, hydrologische Niederschlags- und Abflussmodellierung usw.).
Zugrunde gelegte Verteilungen sind typischerweise:
- Normalverteilung (Gaussverteilung)
- Gammaverteilungen wie
  - die Pearson III-Verteilung
  - die Weibull-Verteilung
- die Gumbelverteilung
- für Interpolationen auf große T (äußerst seltene Ereignisse): Methoden der Ausgleichungsrechnung wie die Plotting-Positions-Verfahren nach Gringorten oder Nguyen.[4]

## Interpretation der Berechnungsergebnisse
Ein Ereignis mit der Jährlichkeit bzw. Überschreitungswahrscheinlichkeit Pü = 0,01/a hat ein Wiederkehrintervall von 100 Jahren, d. h. es wird (statistisch gesehen) einmal in 100 Jahren überschritten. In jedem einzelnen dieser Jahre kann das jeweilige Größtereignis allerdings überschritten werden (die Wahrscheinlichkeit hierfür ist in jedem einzelnen Jahr 0,01). Ein Ereignis der Jährlichkeit 0,01 wird also (statistisch) in 1000 Jahren etwa 10-mal überschritten, ohne dass zwischen diesen Überschreitungen jedoch eine Zeitspanne von 100 Jahren liegen muss.
Je länger der betrachtete Zeitraum (genaugenommen der verstrichene Anteil am statistischen Wiederkehrintervall), desto größer die Wahrscheinlichkeit, dass eine Überschreitung auftritt (stochastisches Risiko). Maßgebend ist hier der Multiplikationssatz der Wahrscheinlichkeitsrechnung für unabhängige Ereignisse:
- Die Unterschreitungswahrscheinlichkeit {\displaystyle P_{u}=P(E<E_{T})} für den verstrichenen Anteil am Wiederkehrintervall nimmt von Jahr zu Jahr ab:

{\displaystyle P_{u,\,x\,Jahre}=(P_{u,\,1\,Jahr})^{x}}
So beträgt die Unterschreitungswahrscheinlichkeit für ein Ereignis mit der Jährlichkeit (Überschreitungswahrscheinlichkeit) 0,01 bzw. dem Wiederkehrintervall T = 100 a:
- in einem Jahr 0,99
- für den Zeitraum von zwei Jahren 0,99 * 0,99 = 0,99²
- für drei Jahre 0,99³ usw.

- die Überschreitungswahrscheinlichkeit {\displaystyle P_{ue}=P(E\geq E_{T})} für den verstrichenen Anteil am Wiederkehrintervall nimmt von Jahr zu Jahr zu:

{\displaystyle {\begin{aligned}P_{ue,\,x\,Jahre}&=1-P_{u,\,x\,Jahre}\\&=1-(P_{u,\,1\,Jahr})^{x}\end{aligned}}}
Beispielsweise liegt das Risiko, dass ein Hochwasser mit einem Wiederkehrintervall von 100 Jahren überschritten wird:
- innerhalb eines Zeitraums von 25 Jahren bei {\displaystyle 1-0{,}99^{25}\approx 0{,}22}
- für den Zeitraum von 50 Jahren dagegen bei {\displaystyle 1-0{,}99^{50}\approx 0{,}40}.

Einfach nur nachzuschlagen, wann die vergleichbaren Ereignisse davor und danach waren, ist nicht ausreichend, weil etwa drei „100-jährliche“ Ereignisse knapp aufeinanderfolgen können. Ob so etwas ein statistischer Zufall ist („Ausreißer“), oder ob sich die Wahrscheinlichkeiten im Vergleich zum Bezugsintervall wirklich verändert haben, oder ob die Prognosemodelle nicht stimmen, gehört zu den schwierigen Fragen, wie sie etwa im Kontext des gegenwärtig beobachteten Klimawandels zentrales Untersuchungsgebiet sind.

## Typische Kriterien für Extremereignisse
Je nach Ereignis verwendet man etwa:
- Abflussmenge in der Hydrologie und im Wasserbau, indiziert HQ100 u. ä., auch Pegelstände, Hochwasserwarnstufen, entsprechend auch für Niedrigwasser
- Windgeschwindigkeit, Windstärke nach Beaufort für Stürme, Saffir-Simpson-Hurrikan-Windskala für Hurrikane, Fujita-Skala für Tornados
- Erdbebenskalen (z. B. Richter- oder Mercalliskala) in der Erdbebenforschung
- Warnstufen im Katastrophenschutz bzw. das Eintreten etwa von Katastrophenalarm
- Turiner Skala für riskante Annäherungen erdnaher Asteroiden und Kometen in der Astrophysik.

## Typische Jährlichkeiten und Wiederkehrintervalle
| Jährlichkeit in 1/a | T in a | Anmerkung |
| ------------------- | ------ | --- |
| 1                   | 0001   | „jährliches Ereignis“, regelmäßig eintretend, Bemessungstufe etwa für Normalwasser zu Hochwasser                                            |
| 0,1                 | 0010   | „10-jährliches Ereignis“, Bemessung von Hochwassern                                                                                         |
| 0,05                | 0020   | „20-jährliches Ereignis“, Bemessung von Hochwassern                                                                                         |
| ~0,033              | 0030   | „30-jährliches Ereignis“, Standard-Mittelungsperiode in der Meteorologie                                                                    |
| 0,02                | 0050   | „50-jährliches Ereignis“, Bemessung von Hochwassern                                                                                         |
| 0,01                | 0100   | „Jahrhundertereignis“, allgemein üblich, entspricht etwa dem Ausdruck „seit Menschengedenken“                                               |
| ~0,0066             | 0150   | Grenzwert im Hochwasserschutz, etwa Gefahrenzonenplanung Österreich                                                                         |
| 0,0033              | 0300   | Ausnahmeereignis der Klimatologie, etwa maximal 300 Jahre reichen die schriftlichen Messreihen zurück: „seit Beginn der Wetteraufzeichnung“ |
| 0,001               | 1000   | „Jahrtausendereignis“, aufgrund der Quellenlage schriftlicher Ereignisberichte meist im Sinne von „noch nie dagewesen“                      |
| 0,0002              | 5000   | Abschätzung anhand geologischer Befunde für Hochwasser oder Massenbewegungen für Mitteleuropa, im Sinne von „seit Ende der letzten Eiszeit“ |